# Черноморское побережье Болгарии
Черномо́рское побере́жье Болга́рии — западная часть Причерноморья на протяжении от Черноморского побережья Румынии на севере до европейской части Турции на юге. Протяжённость болгарского побережья составляет 414 км, из них около 130 км занимают песчаные пляжи.

## История
Современный болгарский этнографический облик черноморское побережье Болгарии приобрело лишь во второй четверти XX века. До этого его северную половину несколько столетий населяли тюркоязычные гагаузы, массово переселившиеся в Россию в начале XIX века, а южную половину на протяжении двух тысячелетий населяли греки. Власть Византийской империи в Созополе и Месемврии (Несебр) сохранялась здесь до середины XV века. Греко-болгарский обмен населением 1919 года насильственно завершил историю греков в этом регионе Черноморья. 46 000 этнических греков переселилось в греческую Македонию, а на их место прибыли 92 000 болгар из Эгейской Греции, к которым на протяжении XX века добавились болгарские переселенцы из османской Восточной Фракии, Малой Азии, а также западных регионов Болгарии.
В 1913—1940 годах побережье Южной Добруджи контролировала суверенная королевская Румыния. Румынские власти всеми силами пытались закрепиться в этом климатически благоприятном регионе: в районе Балчика, получившем славу как единственный город Румынии, «куда не приходит зима», королева Мария Эдинбургская (по национальности — англичанка) в 1921 году приказала возвести дворец «Тихое гнездо». Долгие пограничные споры между двумя государствами завершились в 1947 году в пользу Болгарии, получившей черноморский Балчик и всю Южную Добруджу, а обмен соответствующими титульными национальными меньшинствами был произведён несколькими годами ранее — в 1940 году, по результатам которого Северная Добруджа осталась в составе Румынии.

## Климат
Климат черноморского побережья Болгарии в целом солнечный, сухой, но также и относительно прохладный, особенно в зимне-весенний период. Объясняется это тем, что самая тёплая часть акватории Чёрного моря располагается в его юго-восточной части (близ Батуми). Поскольку общечерноморское течение движется против часовой стрелки, зимой вынос тёплых воздушных масс над морем и из его глубин продолжает происходить в направлении с юга и юго-востока на северо-восток. В результате, на черноморское побережье Болгарии воды течения приносят почти исключительно холодные воды из заливов примыкающих к холодным и мелководным равнинным частям Одесской и Херсонской областей Украины. В результате, среднегодовая температура в более южном болгарском Бургасе (+12,7 °C) оказывается холоднее, чем в российской Анапе (+13,7 °C), расположенной хоть и гораздо севернее по широте, но в более тёплой части акватории Чёрного моря. Продолжительность курортного сезона на болгарском черноморье также соответственно несколько короче.
| Показатель | Янв. | Фев. | Март | Апр. | Май  | Июнь | Июль | Авг. | Сен. | Окт. | Нояб. | Дек. | Год  |
| --- | ---- | ---- | ---- | ---- | ---- | ---- | ---- | ---- | ---- | ---- | ----- | ---- | ---- |
| Средний суточный максимум, °C | 5    | 7,3  | 10,4 | 15,7 | 20,9 | 25,3 | 28,2 | 28   | 24,2 | 19,2 | 13,3  | 7,9  | 17,1 |
| Средняя температура, °C | 1,8  | 3,4  | 6,0  | 10,8 | 16   | 20,4 | 23,1 | 23   | 19,4 | 14,6 | 9,6   | 3,3  | 12,7 |
| Средний суточный минимум, °C | −1,3 | −0,3 | 2,3  | 7    | 12,2 | 16,1 | 18,2 | 18,3 | 14,8 | 10,5 | 6,3   | 1,5  | 8,8  |
| Норма осадков, мм | 44   | 37   | 48   | 70   | 50   | 62   | 48   | 28   | 46   | 52   | 68    | 45   | 598  |
| Температура воды, °C | 6,4  | 5,1  | 7,2  | 12,2 | 18,1 | 24,0 | 26,3 | 27,2 | 23,8 | 18,7 | 13,9  | 10,2 | 16,1 |
| Источник: Климатични данни за избрани български станции ("Климатичен справочник" - темп. 1931-1970г., вал. 1931-1985г.) (болг.). StringMeteo.com. Дата обращения: 10 ноября 2020. |      |      |      |      |      |      |      |      |      |      |       |      |      |

## География
Балканские горы пересекают страну, достигая Чёрного моря в районе мыса Эмине (Емине). Этот прославленный в Средние века мыс, представляющий (фигурально выражаясь) остриё Рога Старой Планины, условно разделяет Болгарское побережье на северную и южную части.
Северная (мизийская) часть Черноморского побережья Болгарии характеризуется обилием скалистых мысов, у которых море упирается в крутые берега, достигающие подчас 70 м в высоту. Южная (фракийская или тракийская) часть побережья известна своими широкими песчаными пляжами.
Два крупнейших города и основные морские порты на Черноморском побережье Болгарии — Варна (третий по величине город в стране) и Бургас (четвёртый по величине город в стране). Варна расположена в северной части побережья, Бургас — в южной части. Международные аэропорты двух городов обслуживают весь регион Черноморского побережья Болгарии.
На 15 июля 2013 года завершено строительство автомагистрали «Тракия» (А1), которая соединяет Софию и Бургас. Продолжается строительство автомагистрали «Хемус» (А2), которая свяжет Софию с Варной. Планируемая автомагистраль А5 соединит Варну и Бургас.

## Города на побережье
- Балчик
- Бургас
- Бяла
- Варна
- Каварна
- Несебыр
- Поморие
- Приморско
- Созопол
- Царево
- Шабла

## Туризм
С 1950 года Черноморское побережье Болгарии является важным центром туризма в летний сезон (май—октябрь), привлекающим миллионы иностранных и местных туристов и являющимся одним из наиболее популярных туристических мест страны.
До 1989 года Черноморское побережье Болгарии было известно в мире как Красная Ривьера. После падения «железного занавеса» название было изменено на Болгарскую Ривьеру.

### Основные курорты
- Албена
- Созополь
- Золотые Пески
- Поморие
- Св. Св. Константин и Елена
- Мыс Калиакра
- Солнечный берег
- Дюны
- Ривьера
- Варна
- Русалка
- Чайка
- Балчик
- Несебыр
- Елените[6]

Созополь и Несебыр известны своим историческим значением и архитектурными достопримечательностями. В Несебыре сохранилась древняя часть города на Несебырском полуострове, который выступает далеко в море. Созополь расположен на мысу, ограничивающему Бургасскую бухту, в южной части Черноморского побережья Болгарии. В городе сохранились типично-болгарские деревянные дома. Ежегодно проводится фестиваль искусств «Аполлония». Также разнообразные фестивали, конкурсы и прочие мероприятия проводятся на курорте «Золотые пески», который расположен в 20 км к северу от Варны. Длина пляжа на этом курорте превышает 3 км.

## Галерея
- Река Велека в месте впадения возле села Синеморец
- Пляж поблизости от курорта «Дюны»
- Несебыр
- Солнечный берег
- Река Камчия
- Евксиноград
- Албена
- Мыс Калиакра
- Мыс Емине
- Китен